# Emma và Nhật ký phép thuật
Emma và Nhật ký phép thuật (tiếng Anh: Every Witch Way) là phim truyền hình - được định dạng sitcom dành cho tuổi teen ban đầu được phát sóng trên Nickelodeon từ ngày 1 tháng 1 năm 2014 đến ngày 30 tháng 7 năm 2015.

## Tổng quát
| Phần | Phần     | Số tập   | Phát sóng lần đầu ( Hoa Kỳ) | Phát sóng lần đầu ( Hoa Kỳ) |
| Phần | Phần     | Số tập   | Phát sóng lần đầu           | Phát sóng lần cuối          |
| ---- | -------- | -------- | --------------------------- | --------------------------- |
|      | 1        | 20       | 1 tháng 1 năm 2014          | 30 tháng 1 năm 2014         |
|      | 2        | 24       | 7 tháng 7 năm 2014          | 8 tháng 8 năm 2014          |
|      | Đặc biệt | Đặc biệt | Ngày 26 tháng 11 năm 2014   | Ngày 26 tháng 11 năm 2014   |
|      | 3        | 20       | 5 tháng 1 năm 2015          | 30 tháng 1 năm 2015         |
|      | 4        | 20       | 6 tháng 7 năm 2015          | 30 tháng 7 năm 2015         |

## Nội dung
Bộ phim chủ yếu xoay quanh cô gái tuổi teen Emma Alonso sở hữu cho mình phép thuật của một phù thủy được di truyền từ mẹ, cô có người bạn thân thiết là Andi Cruz. Họ cùng nhau đối mặt với những cạm bẫy khi Emma Alonso là một "Phù thủy được chọn", vào ngày trăng tròn cô sẽ sỡ hữu cho mình một nguồn quyền năng cực lớn. Nhưng đồng thời nó sẽ cuốn theo một số phù thủy có tham vọng sỡ hữu quyền năng này, hành trình của Emma Alonso và Andi Cruz bắt đầu khi họ phải tìm hiểu sự thật liên quan đến Emma Alonso, đối mặt với các vấn đề học đường và cuộc chiến với các phù thủy tham vọng.

## Nhân vật

### Nhân vật chính
- Paola Andino vai Emma Alonso[10]
- Nick Merico vai Daniel Miller
- Paris Smith vai Maddie Van Pelt
- Daniela Nieves vai Andi Cruz
- Autumn Wendel vai Sophie Johnson
- Zoey Burger vai Gigi Rueda
- Kendall Ryan Sanders vai Tony Myers
- Autumn Wendel vai Sophie Johnson
- Rahart Adams vai Jax Novoa
- Denisea Wilson vai Katie Rice
- Elizabeth Elias vai Mia Black
- Tyler Alvarez vai Diego Rueda

### Nhân vật phụ
- Melissa Carcache vai Lily Archer
- Louis Tomeo vai Robert Miller
- Jackie Frazey vai Melanie Miller
- Jason Ian Drucker vai Tommy Miller
- Katie Barberi vai Ursula Van Pelt
- Rene Lavan vai Francisco Alonso
- Mia Matthews vai Desdemona
- Todd Allen Durkin vai Agamemnon
- Whitney Goin vai Christine Miller
- Rafael de la Fuente vai Coach Julio
- Lisa Corrao vai Ramona
- Richard Lawrence-O'Bryan vai Jake Novoa
- Julia Antonelli vai Jessie Novoa
- Betty Monroe vai Liana Woods/Novoa
- Liam Obergfoli vai Philip Van Pelt
- Ethan Estrada vai Oscar
- Nicolás James vai Hector
- Demetrius Daniels vai Sebastian
- Violet Green vai Evil Emma "E":
- Michele Verdi vai Principal Torres
- The Hexoren (Không)

### Nhân vật khách
- Cùng một số nhân vật khác.

## Giải thưởng
| Năm  | Giải thưởng                   | Trao giải                                               | Cho             | Kết quả   | Nguồn         |
| ---- | ----------------------------- | ------------------------------------------------------- | --------------- | --------- | ------------- |
| 2014 | Imagen Awards                 | Best Children's Programming                             | Every Witch Way | Đề cử     | [ 11 ] [ 12 ] |
| 2014 | Imagen Awards                 | Best Young Actress/Television                           | Paola Andino    | Đề cử     | [ 11 ] [ 12 ] |
| 2014 | Kids' Choice Awards Argentina | Best International Program                              | Every Witch Way | Đoạt giải | [ 13 ]        |
| 2015 | Young Artist Awards           | Best Performance in a TV Series – Leading Young Actress | Paola Andino    | Đoạt giải | [ 14 ]        |
| 2015 | Kids' Choice Awards           | Favorite TV Show                                        | Every Witch Way | Đề cử     | [ 15 ]        |
| 2015 | Reggie Awards                 | Entertainment Campaign                                  | Every Witch Way | Đề cử     | [ 16 ]        |

## Tiếp nhận
Emma và Nhật ký phép thuật được công chiếu vào ngày 7 tháng 7 năm 2014, trên YTV ở Canada và vào ngày 14 tháng 7 năm 2014, trên Nickelodeon ở Anh Quốc. Tại Úc, bộ phim ra mắt vào ngày 4 tháng 8 năm 2014, trên Nickelodeon.

## Chỉ số
Tập đầu tiên ước tính có 2,10 triệu người xem. Tập thứ hai đã thu hút 2,86 triệu người xem, lượng người xem tăng khá tốt. Tập cuối cùng của phần một được phát sóng vào ngày 30 tháng 1 năm 2014, có 2,60 triệu người xem,
Các tập của phần 2 đã thu hút rất nhiều người xem, tuy nhiên, tập thứ tám của nó chỉ có 1,71 triệu người xem, Tập cuối của phần hai có độ dài một giờ phát sóng vào ngày 8 tháng 8 năm 2014, có 1,70 triệu người xem,
Tập ra mắt của phần 3 đã có 1,66 triệu người xem.
Phần 4 đã công chiếu với 1,50 triệu lượt người xem.

## Phát sóng
- Sri Lanka trên kênh TV Derana
- Việt Nam trên kênh SCTV3
- Indonesia trên kênh ANTV (Indonesia)
- Đức trên kênh Nickelodeon (Đức)
- Hoa Kỳ trên kênh Nickelodeon
- Tây Ban Nha trên kênh Cinemat
- Hà Lan trên kênh Nickelodeon (Hà Lan)
- Canada trên kênh YTY
- Anh Quốc trên kênh Nickelodeon (Anh Quốc)
- Mexico trên kênh Nickelodeon (Mỹ La-tin)
- Colombia trên kênh Nickelodeon (Mỹ La-tin)
- Venezuela trên kênh Nickelodeon (Mỹ La-tin)
- Cộng hòa Dominica trên kênh Nickelodeon (Mỹ La-tin)
- Argentina trên kênh Nickelodeon (Mỹ La-tin)
- Brazil trên kênh Nickelodeon (Brazil)
- Nga trên kênh Nickelodeon (Nga)
- Úc trên kênh Nickelodeon Úc và New Zealand
- New Zealand trên kênh Nickelodeon Úc và New Zealand
- Ý trên kênh Boing và TeenMick
- Thổ Nhĩ Kỳ trên kênh Nickelodeon (Thổ Nhĩ Kỳ)
- Hungary trên kênh Nickelodeon (Hungary và Cộng hòa Séc)
- Cộng hòa Séc trên kênh Nickelodeon (Hungary và Cộng hòa Séc)
- Malta trên kênh Nickelodeon (Malta)
- Croatia trên kênh Nickelodeon (Croatia)
- Romania trên kênh Nickelodeon (Romania)
- Ukraine trên kênh Nickelodeon (Ukraine)
- Slovenia trên kênh Nickelodeon (Slovenia)
- Serbia trên kênh Nickelodeon (Serbia)
- Bản mẫu:Country data Bungari trên kênh Nickelodeon (Bungari)

## Spin-off
Vào ngày 25 tháng 2 năm 2015, Nickelodeon đã công bố một phần phim phụ khác của Emma và Nhật ký phép thuật với tựa đề là Học viện phép thuật . Công chiếu vào ngày 5 tháng 10 năm 2015, kết thúc vào ngày 30 tháng 10 năm 2015. Daniella Nieves người sản xuất loạt phim cho rằng chương trình không nên có mùa thứ hai, do đó khiến tập cuối của Học viện phép thuật trở thành tập kết của loạt phim Emma.